# Nuars
Nuars ist eine französische Gemeinde mit 169 Einwohnern (Stand 1. Januar 2022) im Département Nièvre in der Region Bourgogne-Franche-Comté (vor 2016 Bourgogne). Sie gehört zum Arrondissement Clamecy und zum Kanton Clamecy (bis 2015 Tannay).

## Geographie
Nuars liegt etwa 50 Kilometer südsüdöstlich von Auxerre. Nachbargemeinden von Nuars sind La Maison-Dieu im Norden und Nordwesten, Parigny-près-Vézelay im Norden, Saint-Aubin-des-Chaumes im Osten, Neuffontaines im Südosten, Saizy im Süden, Vignol im Südwesten sowie Teigny im Westen.

## Bevölkerungsentwicklung
| Jahr                       | 1962 | 1968 | 1975 | 1982 | 1990 | 1999 | 2006 | 2011 | 2016 |
| Einwohner                  | 164  | 157  | 146  | 126  | 113  | 118  | 135  | 150  | 155  |
| Quellen: Cassini und INSEE |      |      |      |      |      |      |      |      |      |

## Sehenswürdigkeiten
- Kirche Saint-Symphorien aus dem 16. Jahrhundert

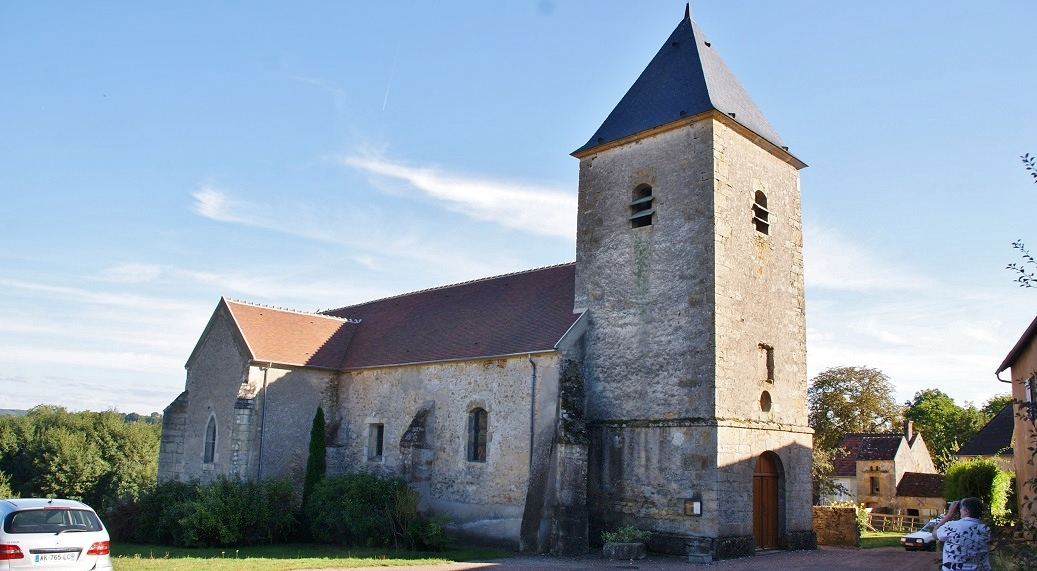
Kirche Saint-Symphorien

## Persönlichkeiten
- Danielle Gaubert (1943–1987), Schauspielerin